# Brycon oligolepis
Brycon oligolepis är en fiskart som beskrevs av Regan, 1913. Brycon oligolepis ingår i släktet Brycon och familjen Characidae. Inga underarter finns listade.